# MV Agusta 150 Due Tempi

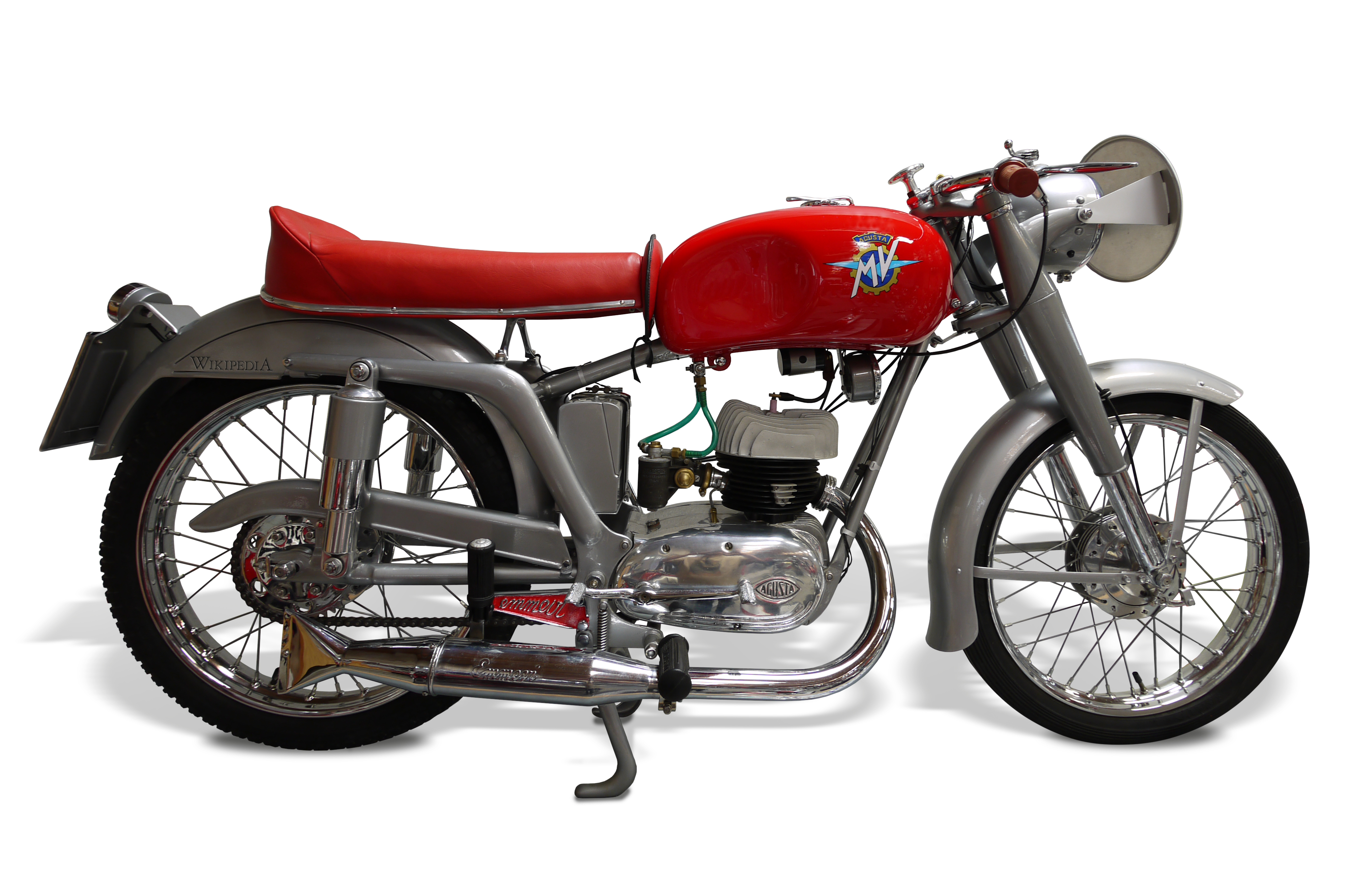
Eine MV Agusta 150 SS Comp, als MSDS die stärkste Version der Modellreihe (1953)

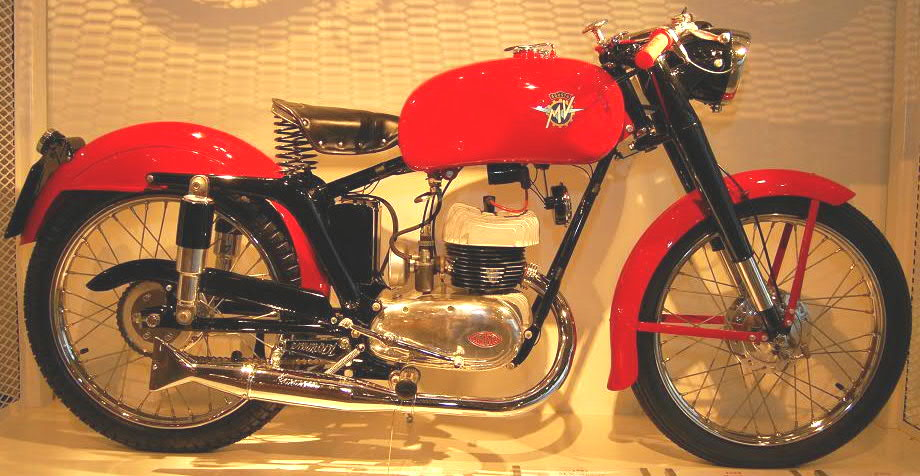
Eine MV Agusta 150 Turismo, mit den später verwendeten Teleskopdämpfern an der Hinterachse (1952)

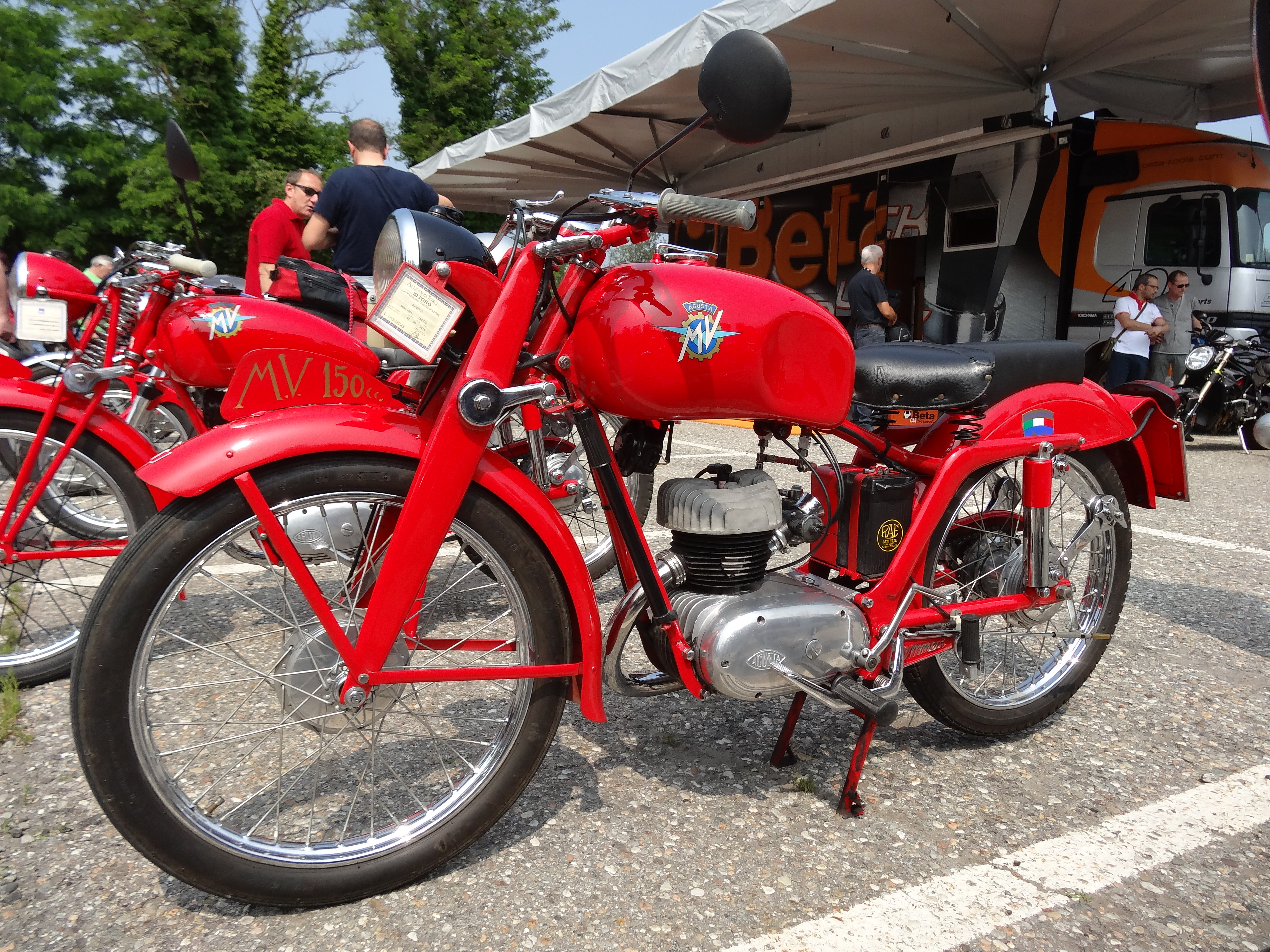
Eine 150er MV Agusta mit der günstigen Parallelogrammgabel und den Reibungsdämpfern

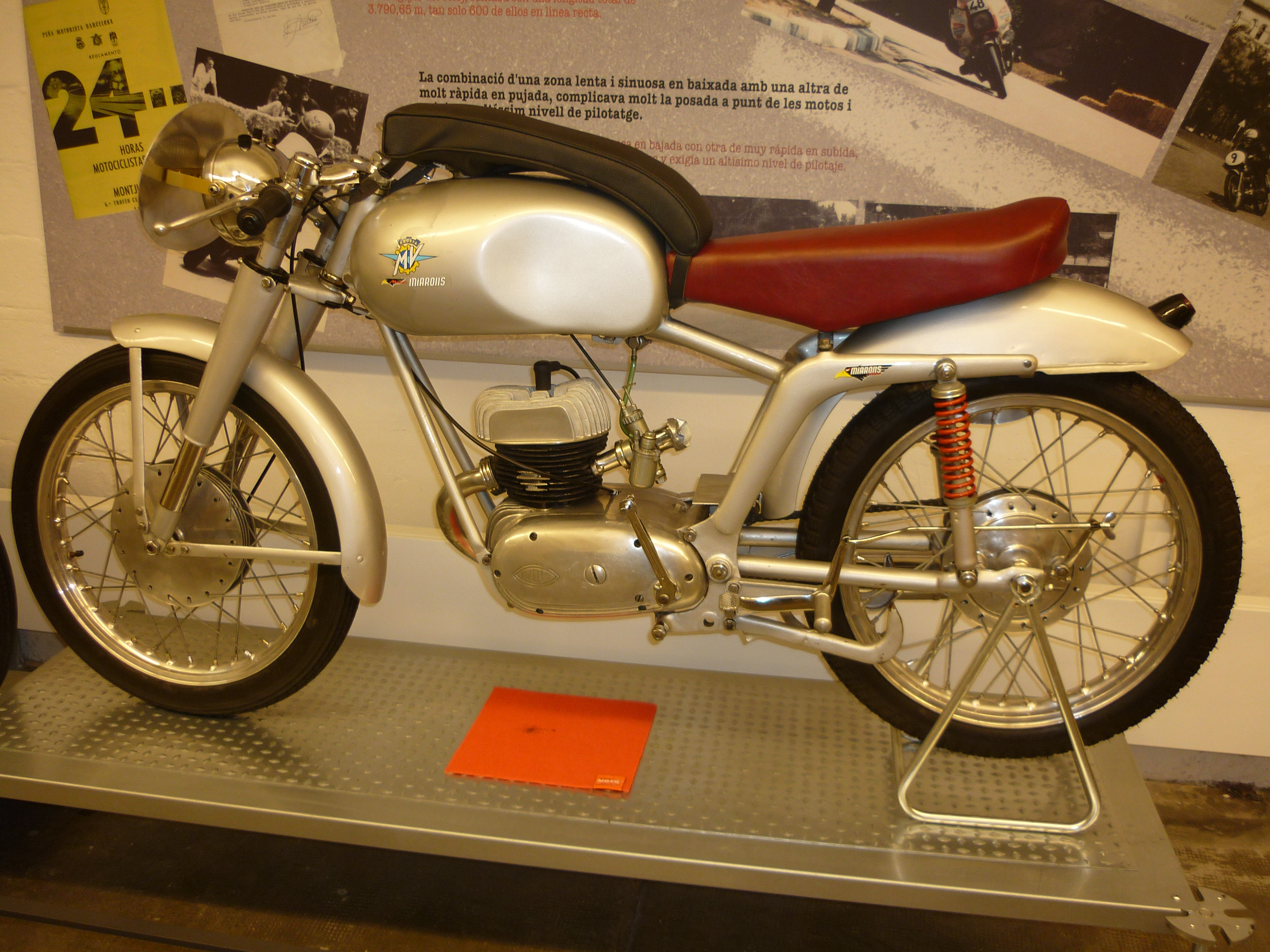
Sportlicher Einsatz: Diese MV Avello wurde 1956 von Luis Soriano und Ignacio Carrero beim zweiten 24-Stunden-Rennen von Montjuïc gefahren

Die MV Agusta 150 Due Tempi (ital. „Zwei Takt“) war ein Motorrad des italienischen Fahrzeugbauers MV Agusta, das von 1952 bis 1953 produziert wurde. Das Modell wurde in mehreren Varianten angeboten und kam in modifizierter Form auch bei einigen Rennen zum Einsatz.

## Hintergrund
1951 wurde in Italien die Zulassungsfreiheit für Leichtmotorräder bis 125 cm³ aufgehoben. Dadurch gab es für die zahlreichen italienischen Motorradhersteller jener Zeit keinen Grund mehr, an dieser Motorengröße festzuhalten. Innerhalb kürzester Zeit brachten die Hersteller verschiedene Modelle mit 150, 160 oder auch dem klassischen „Vorkriegshubraum“ von 175 cm³ auf den Markt. Neben dem ursprünglichen Ziel, damit langlebigere und robustere Motorräder anbieten zu können, wirkte sich die gesteigerte Fahrleistung positiv auf den Verkaufserfolg dieser Maschinen aus.
Ab 1952 hatte auch MV Agusta eine neue 150er im Angebot. Sie war der bekannten MV Agusta Corse 125 Tre Marche sehr ähnlich, aber durch die Erfahrung aus den zahlreichen Zuverlässigkeitsfahrten konnten einige Verbesserungen in das Modell einfließen.

## Ausführungen
Die MV Agusta 150 Due Tempi wurde in mehreren Varianten angeboten. Die Basismodelle waren die 150 Turismo und die 150 Sport. Die erste Auflage wurde noch mit Reibungsdämpfern an der Hinterradschwinge ausgeliefert, die aber sehr bald durch hydraulische Dämpfer in Feder-Dämpfer-Einheiten ersetzt wurden. Die Bremsanlage hatte zentral liegende Leichtmetalltrommeln. Außerdem wurden einige Motorenbauteile auf Grund der inzwischen gewonnenen Erfahrungen überarbeitet. Vom Modell Sport gab es eine Version Super Sport, die Öldruckdämpfer, eine weiterentwickelte Verrippung am Zylinderkopf und einen horizontalen Gasschieber hatte. Bei diesem Modell war auch ein Vierganggetriebe angeblockt. Daraus abgeleitet wurde zusätzlich das Modell MV Agusta 150 Super Sport Competizione, mit einer geänderten Fußrastenanlage, zweifarbiger Lackierung und verlängerter Sitzbank. Dieses Modell trug auch die Bezeichnung MSDS (moto sportiva derivata di serie), auf Deutsch etwa: „aus der Serie abgeleitetes Sportmotorrad“. 1953 kam eine Version auf den Markt, die durch eine aus Blechpressteilen hergestellte Parallelogramm-Federgabel sehr preisgünstig angeboten werden konnte. Der Preis für die MV Agusta 150 Due Tempi betrug je nach Ausführung zwischen 200.000 und 240.000 Lire.

## Sportlicher Einsatz
Die Modelle Sport, Super Sport und SS Competizione wurden mit geringen Modifikationen (z. B. an der Auspuff– oder Fußrastenanlage) bei den damals in Italien sehr beliebten Amateurstraßenrennen, aber auch bei Langstreckenrennen (wie z. B. Mailand Tarent) eingesetzt. Ein Exemplar des Models mit der Parallelogrammgabel wurde als Werksmaschine von MV Augusta erfolgreich bei Zuverlässigkeitsfahrten eingesetzt.

## Technische Daten
Anmerkung: bei abweichenden Informationen im Internet wurden die Daten aus der vorliegenden Literatur eingesetzt.
| Motor                     | Motor                                                        |
| ------------------------- | ------------------------------------------------------------ |
| Bauart                    | Einzylinder-Zweitaktmotor; luftgekühlt Gemischschmierung 5 % |
| Hubraum                   | 153 cm³                                                      |
| Bohrung × Hub             | 59 mm × 56 mm                                                |
| Verdichtung               | 6,1 : 1 bzw. 6,5 : 1                                         |
| Zylinder                  | Grauguss                                                     |
| Zylinderkopf              | Leichtmetall                                                 |
| Vergaser                  | Dell’Orto MB 20 B                                            |
| Antrieb                   |                                                              |
| Kupplung                  | Ölbadlamellenkupplung                                        |
| Getriebe                  | angeblockt, anfangs 3 Gänge, später 4 Gänge                  |
| Antrieb primär / sekundär | Zahnräder/Kette                                              |
| Elektrik                  |                                                              |
| Zündung                   | Schwungradmagnetzündung                                      |
| Leistung                  |                                                              |
| Leistung                  | 7 PS (5,1 kW) bei 5200/min (nach anderen Quellen 9 PS)       |
| Höchstgeschwindigkeit     | 85 km/h (andere Quelle: 100 km/h)                            |
| Rahmen und Maße           |                                                              |
| Rahmen                    | Rohr u. Stahlblech; doppelte offene Schleife                 |
| Radstand                  | 1270 mm                                                      |
| Gewicht                   | 90 kg                                                        |
| Tankinhalt                | 14 l (Verbrauch 3 bzw. 3,5 l/100 km)                         |
| Fahrwerk                  |                                                              |
| Radaufhängung vorne       | Teleskopgabel                                                |
| Radaufhängung hinten      | Schwinge, Teleskopfederelemente                              |
| Räder vorne / hinten      | 2,50 × 19″, Stahlspeichen                                    |
| Reifen vorne / hinten     | 2,75 × 19″                                                   |
| Bremsen vorne / hinten    | Trommelbremse                                                |

Quelle: